# Borá (ort)
Borá är en ort i Brasilien.   Den ligger i kommunen Borá och delstaten São Paulo, i den södra delen av landet, 800 km söder om huvudstaden Brasília. Borá ligger 462 meter över havet och antalet invånare är 852.
Terrängen runt Borá är platt. Närmaste större samhälle är Paraguaçu Paulista, 16,4 km söder om Borá.
Trakten runt Borá består i huvudsak av gräsmarker. Runt Borá är det ganska glesbefolkat, med 27 invånare per kvadratkilometer.